# Offenberg
Offenberg là một đô thị ở huyện Deggendorf bang Bayern nước Đức. Đô thị Offenberg có diện tích 23,76 km², dân số thời điểm ngày 31 tháng 12 năm 2006 là 3319 người.